# ティト・ポロ
ティト・ルイス・ポロ・ゴンザレス（Tito Luis Polo Gonzalez, 1994年8月23日 - ）は、コロンビア・サンアンドレス島出身のプロ野球選手（外野手）。右投右打。メキシカンリーグのキンタナロー・タイガース所属。

## 経歴

### プロ入りとパイレーツ傘下時代
2012年にピッツバーグ・パイレーツと契約してプロ入り。契約後、傘下のルーキー級ドミニカン・サマーリーグ・パイレーツでプロデビュー。55試合に出場して打率.280、2本塁打、26打点、17盗塁を記録した。
2013年も傘下のルーキー級ドミニカン・サマーリーグ・パイレーツでプレーし、45試合に出場して打率.275、2本塁打、16打点、22盗塁を記録した。
2014年にアメリカ本土へ渡り、この年はルーキー級ガルフ・コーストリーグ・パイレーツでプレー。44試合に出場して打率.291、3本塁打、25打点、8盗塁を記録した。
2015年はA級ウェストバージニア・パワーでプレーし、102試合に出場して打率.236、3本塁打、26打点、46盗塁を記録した。
2016年シーズン前の3月11日に第4回WBC予選のコロンビア代表に選出されたことが発表された。開幕後、パイレーツ傘下ではA級ウェストバージニアとA+級ブレイデントン・マローダーズでプレーした。

### ヤンキース傘下時代
2016年8月30日、8月1日に行われたイバン・ノバとのトレードの後日発表選手としてスティーブン・タープリーと共にニューヨーク・ヤンキースへ移籍した。移籍後は傘下のA+級タンパ・ヤンキースでプレーし、移籍前を含めた3球団合計で111試合に出場して打率.289、16本塁打、66打点、37盗塁を記録した。
2017年、ヤンキース傘下ではA+級タンパとAA級トレントン・サンダーでプレーした。

### ホワイトソックス傘下時代
2017年7月19日にトッド・フレイジャー、トミー・ケインリー、デビッド・ロバートソンとのトレードで、タイラー・クリッパード、イアン・クラーキン、ブレイク・ラザーフォードと共にシカゴ・ホワイトソックスへ移籍した。移籍後は傘下のAA級バーミングハム・バロンズでプレーし、移籍前を含めた3球団合計で95試合に出場して打率.301、5本塁打、44打点、34盗塁を記録した。オフにはアリゾナ・フォールリーグに参加し、グレンデール・デザートドッグスに所属した。
2018年はルーキー級アリゾナリーグ・ホワイトソックスとAA級バーミングハムでプレーし、2球団合計で53試合に出場して打率.254、4本塁打、15打点、20盗塁を記録した。オフの11月2日にFAとなった。

### マリナーズ傘下時代
2018年11月28日にシアトル・マリナーズとマイナー契約を結んだ。AAA級タコマ・レイニアーズでプレーしていた2019年4月19日、走塁中に行ったスライディングが危険行為とみなされ、リーグから出場停止処分を下されて2日後に解雇となった。

### メキシカンリーグ時代
2019年6月6日、メキシカンリーグのモンクローバ・スティーラーズと契約した。6月25日にアグアスカリエンテス・レイルロードメンにトレード移籍した。7月25日に自由契約となった。
2021年5月20日にドゥランゴ・ジェネラルズと契約した。この年は45試合に出場し、打率.375、5本塁打、16打点、11盗塁という成績だった。
2022年2月2日にキンタナロー・タイガースと契約した。

## 詳細情報

### 代表歴
- 2017 ワールド・ベースボール・クラシック・コロンビア代表